# Prockia crucis
Prockia crucis es una especie  de árboles perteneciente a la familia Salicaceae.  Se encuentra desde México hasta Argentina. En Cuba se llama guacimilla de costa.

## Descripción
Son arbustos o árboles pequeños, que alcanzan un tamaño de 1.5–5 m de alto, caducifolios, inermes; plantas hermafroditas. Las hojas alternas, espiraladas, lanceoladas, ovadas o subrómbicas, de 4–15 cm de largo y 2–11 cm de ancho, el ápice acuminado, la base redondeada u obtusa (ligeramente cordada en las ramas estériles), margen serrado o crenado, sin marcas pelúcidas, con un par o un fascículo de glándulas basales a veces presente en la haz, densamente vellosas a seríceas y glabrescentes, 1 par de nervios secundarios prominentes desde la base; estípulas en pares, muy inequiláteras, frecuentemente subreniformes, de 3–20 mm de largo, subpersistentes. La inflorescencia paniculada o a veces subcorimbosa, axilar, 2–4 cm de largo y 1–3 cm de ancho, con 1–4 (–8) flores, pedúnculo 0.5–1.5 cm de largo, brácteas pequeñas, caedizas; sépalos 3 (4), casi libres, valvados, 4–7 mm de largo y 2.3–4 mm de ancho, tomentosos internamente, vellosos (escasamente pilosos) externamente, verdes o amarillos, persistentes; pétalos ausentes; estambres numerosos, indefinidos, hipóginos, multiseriados, filamentos 3–5 mm de largo, libres, persistentes, glándulas del disco no conspicuas (ausentes?); ovario súpero, seríceo, estilo simple y persistente, estigma menudamente lobado. El fruto es una baya globosa, de 5–10 mm de diámetro, carnosa, pilosa, morada a negra; semillas numerosas, 1.2–1.5 mm de largo y 0.7–1 mm de ancho, glabras, sin arilo.

## Distribución y hábitat
Es una especie común, que se encuentra en áreas alteradas, en las zonas norcentral y pacífica; a una altitud de 80–1300 m s. n. m., desde México hasta el norte de Argentina, también en las Antillas. 
Una especie adicional, posiblemente P. costaricensis Standl., se conoce del norte de Costa Rica (Guanacaste), sobre 500 m, en bosques húmedos. Esta difiere de P. crucis en tener los pétalos levemente más largos y en igual número que los sépalos, sépalos más pequeños (2–3 mm de largo), ovario y fruto glabros (pocos tricomas basales presentes) y frutos ovoides.

## Taxonomía
Prockia crucis fue descrita por Carlos Linneo y publicado en Species Plantarum, Editio Secunda 1: 745, en el año 1762.
Sinonimia
- Kellettia odorata Seem.
- Prockia acuta Sessé & Moc. ex DC.
- Prockia bahiensis Turcz.
- Prockia completa Hook.
- Prockia costaricensis Standl.
- Prockia glabra Briq.
- Prockia grandiflora Herzog
- Prockia hassleri Briq.
- Prockia lutea (L.) Gilg in Engler & Prantl
- Prockia mexicana Turcz.
- Prockia morifolia Triana & Planch.
- Prockia septemnervia Spreng.
- Prockia subcordata Sesse & Mocino ex de Candolle
- Prockia tomentosa A.Rich.
- Prockia villosa Moric.
- Tinea triplinervia Spreng.
- Trilix auriculata Ruiz & Pav.
- Trilix crucis (P. Browne ex L.) Griseb.
- Trilix lutea L.[3]